# Ferenc Gyurcsek

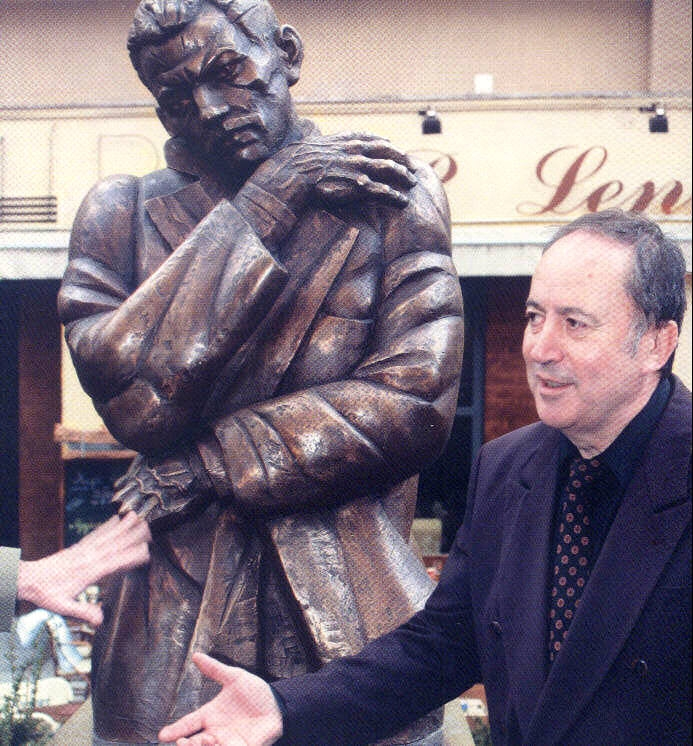
Ferenc Gyurcsek präsentiert in Budapest seine Statue von Attila József

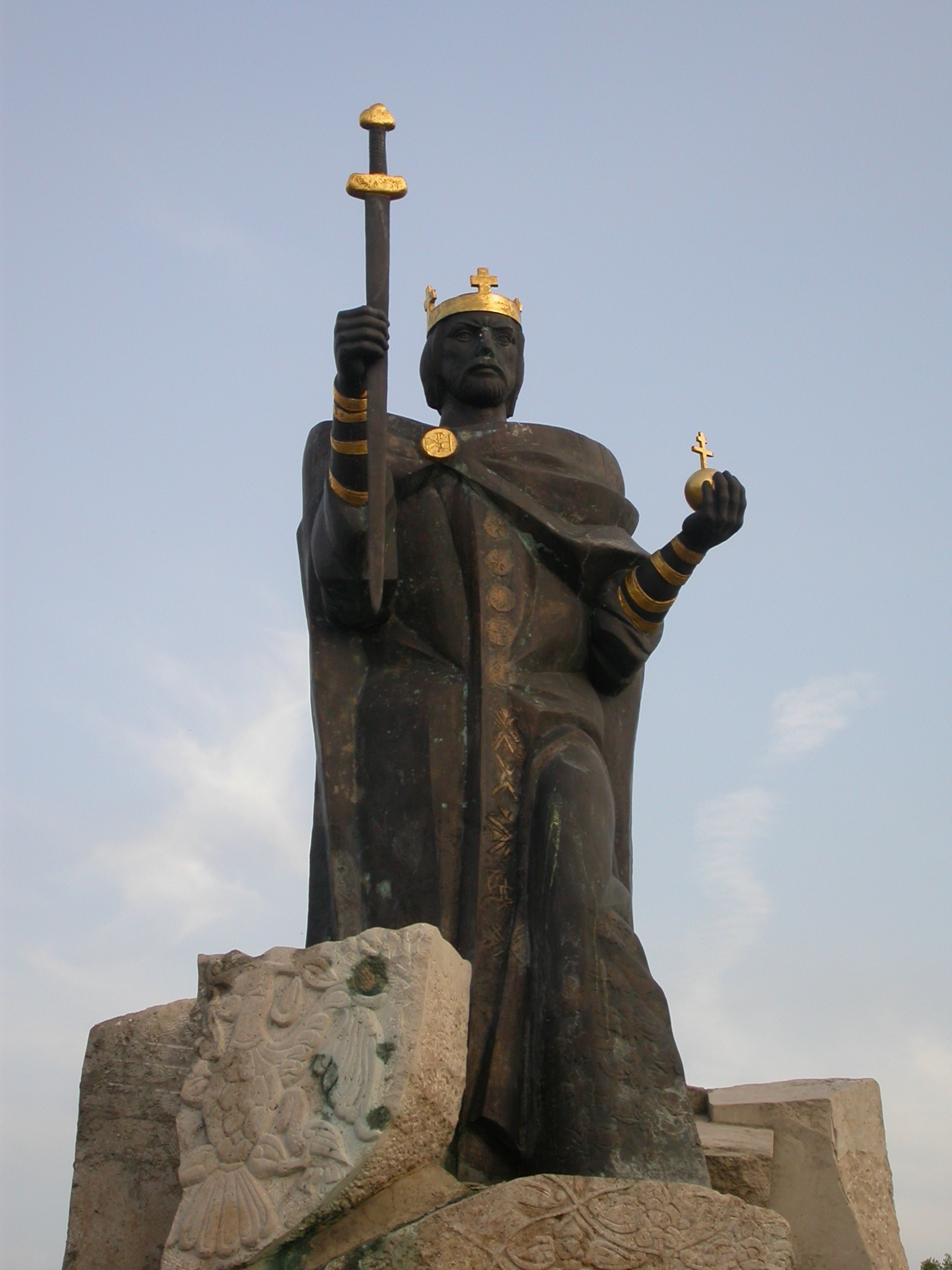
Statue König Stephan in Martfü

Ferenc Gyurcsek (* 6. November 1942 in Budapest, Ungarn; † 18. August 2023) war ein ungarischer Bildhauer, Medailleur und Restaurator.
Ab 1990 war der Künstler durch seine vielfältige Tätigkeit mit Kaisersteinbruch verbunden. Seine Werke sind ein wichtiger Bestandteil des heutigen Ortes.

## Leben und Wirken
Ferenc Gyurcsek schloss das Kunstgymnasium 1960 ab. Es folgten drei Jahre Praxis als Restaurator im Bereich der Budapester Burg, im Schloss Fertöd und bei der Wiederherstellung der Kathedrale von Eger.

### Künstler in Budapest, Restaurator in der Budapester Burg, Atelier
In diesem Zeitraum begann er ein Studium an der Akademie der bildenden Künste in Budapest, Fachrichtung Bildhauerei, das er 1968 erfolgreich absolvierte. Ein Stipendium ermöglichte einen längeren Studienaufenthalt bis 1972 in Italien. Es folgten Reisen nach Bulgarien, Türkei, Kaukasus, Baltikum, Russland, Turkmenistan und Griechenland.

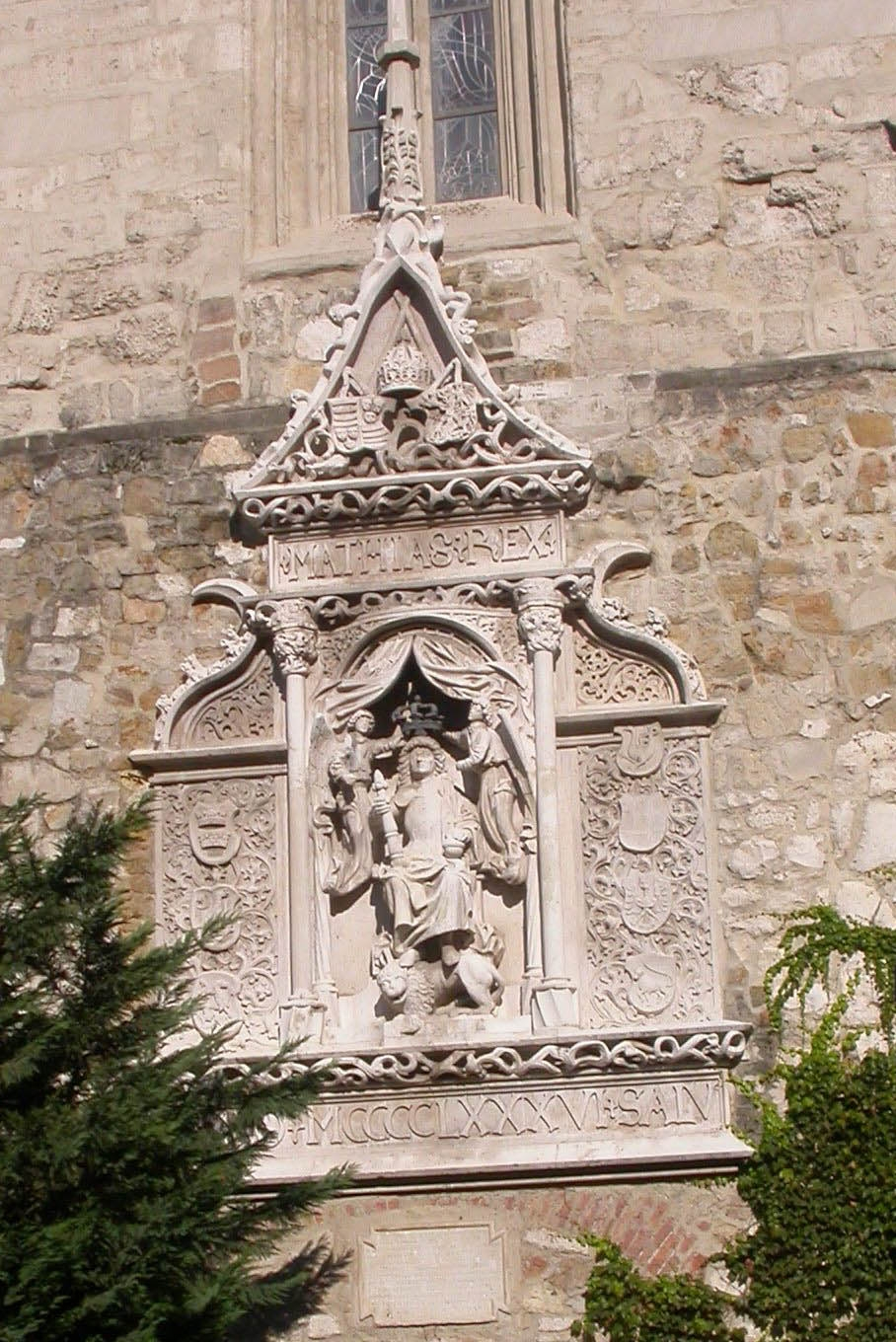
1961 Relief Matthias
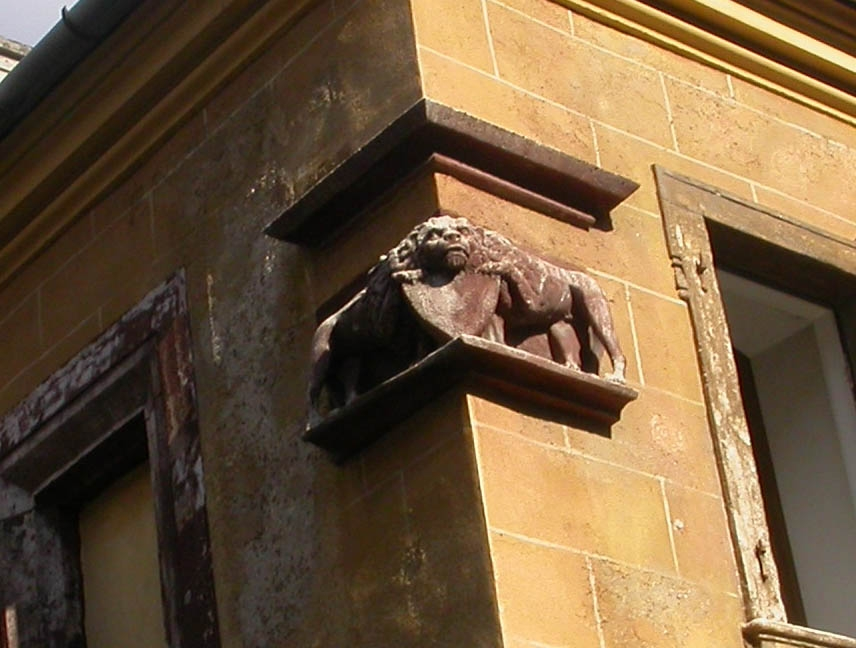
Gotisches Haus Uri Straße 13, Löwen restauriert 1962
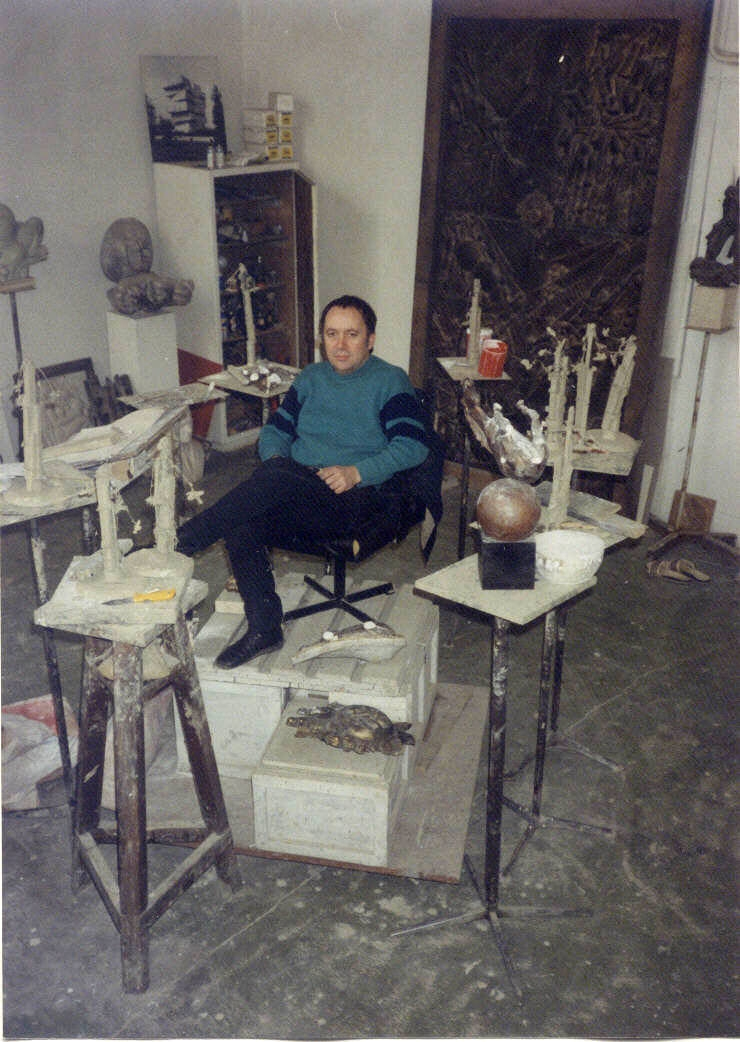
1990 Atelier F. Gyurcsek
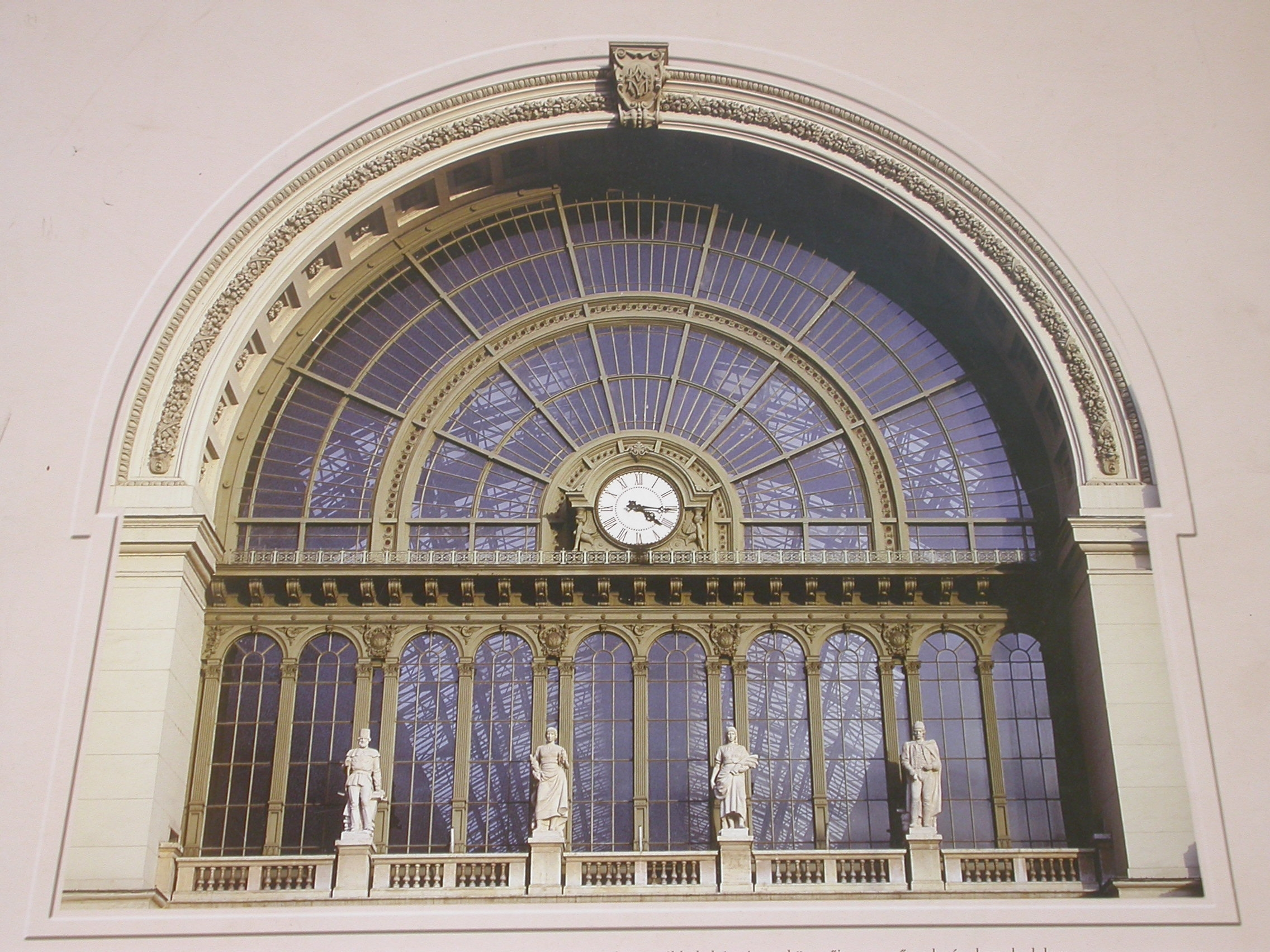
2002 Ostbahnhof, 2 Statuen neu gestaltet

### Auszeichnungen
- 1976: Munkácsy-Preisträger, großer Preis der Stadt Burgas
- 1977: Preis des Kunstministeriums
- 1980: Preis des Csongráder Komitatsvorsitzenden
- 1983: Stipendium der ungarischen Gewerkschaft für Kunst
- 1985: Preis vom Bündnis internationaler Journalisten
- 1988: SZOT-Preis
- 1991: Preis der Stadt Aşgabat in Turkmenistan

### Internationales Künstlersymposium Steinbildhauerei Kaisersteinbruch 1990
Im Rahmen der 400-Jahr-Feier von Kaisersteinbruch gründete der österreichische Bildhauer Christoph E. Exler ein Künstlersymposium für Steinbildhauerei in Kaisersteinbruch, Burgenland (bis 1921 war das Császárkőbánya in Westungarn).
Ferenc Gyurcsek sowie aus Rumänien Alexandru Ciutureanu kamen zur Arbeit in das einst blühende Steinmetzdorf am Leithagebirge. In sechswöchiger Tätigkeit sollten Werke zeitgenössischer Kunst aus dem weißen, sehr harten und dichten Leithakalkstein, dem Kaiserstein entstehen.
Ferenc Gyurcsek wurde vom Künstlerverband und Ministerium seiner Heimat nach Österreich gesandt. Er schuf ein Grenzsteinsymbol zusammentreffender Kulturen, ähnlich dem Hubertushirsch, einem ungarischen Glückssymbol.  Das Tier befindet sich kurz vor dem Sprung, gefolgt von einem Falken. Der Stein ist schmal und trägt reliefartig zwei Tiere, eines im Morgenlicht, das andere stärkere in der Abendsonne, wie Mutter und Tochter.

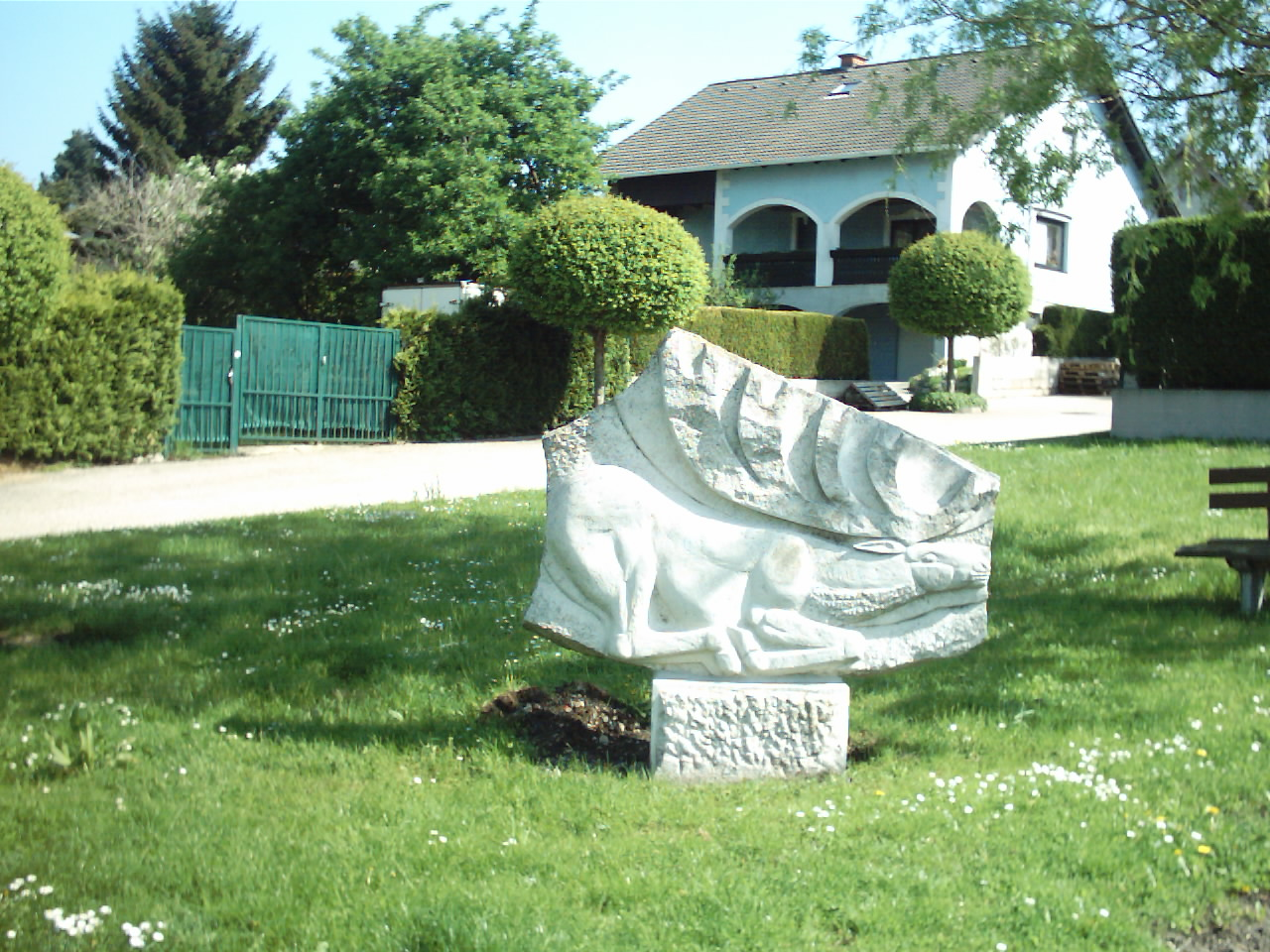
Ungarischer Symposiumsstein 1990
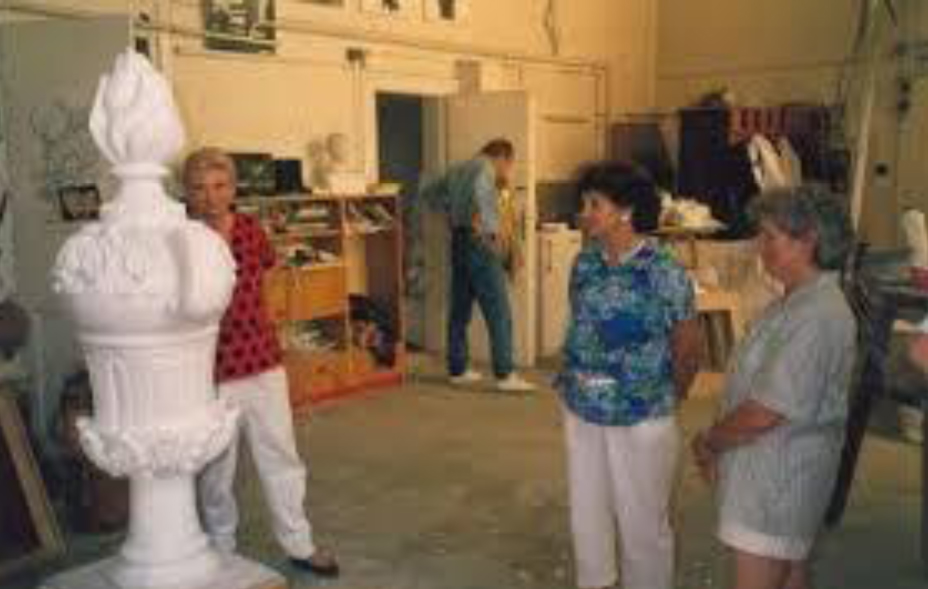
Atelier mit Vasenmodell, 1,5 m hoch
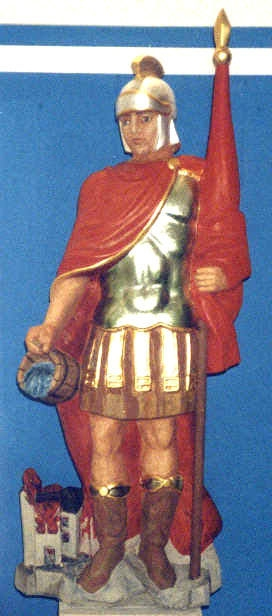
Florian 1992
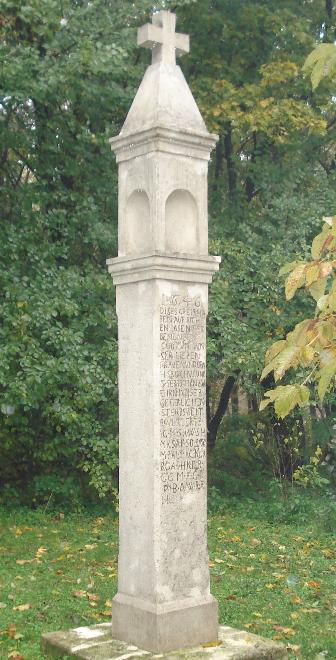
Pestkreuz restauriert
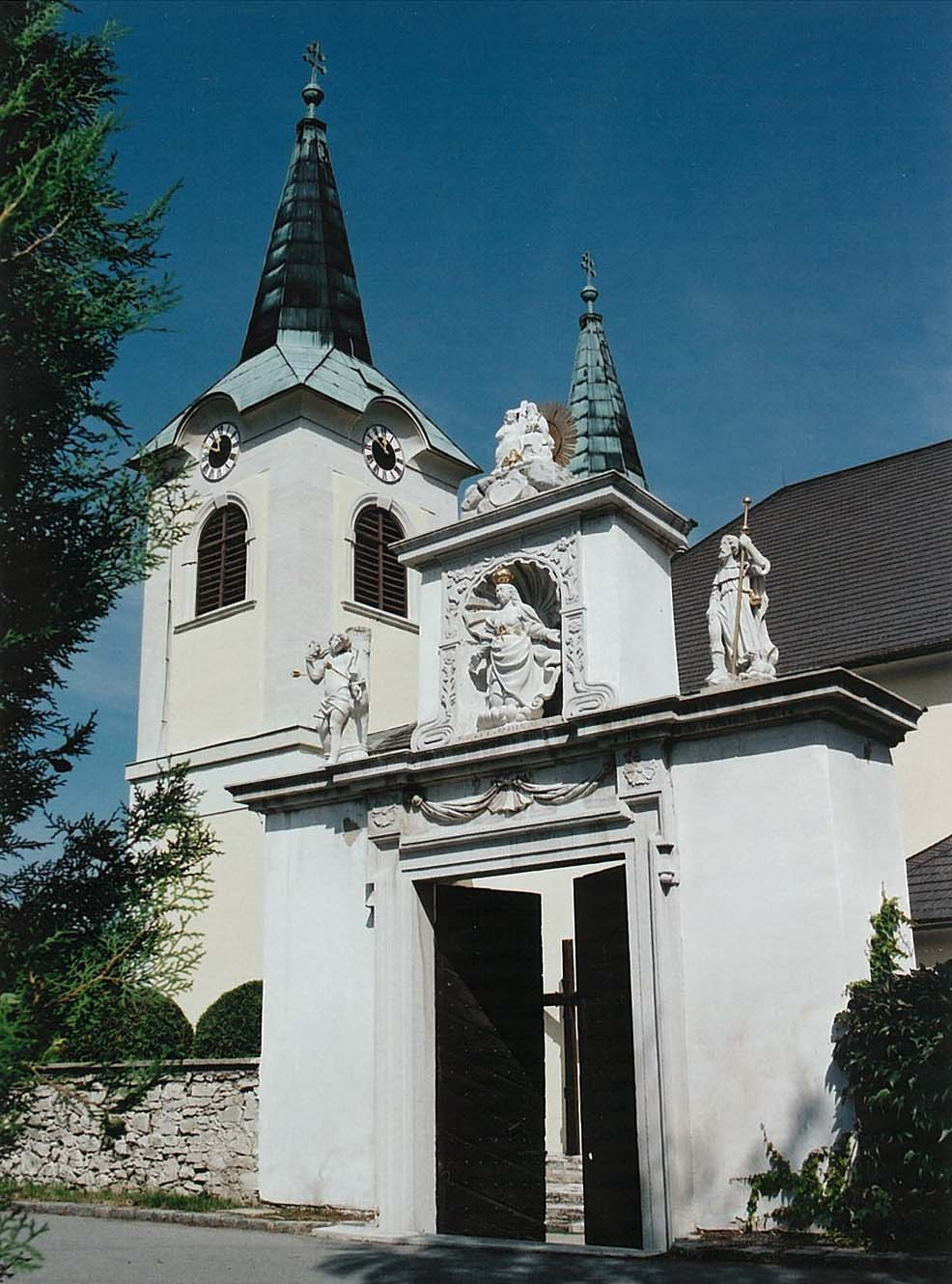
Friedhofsportal 1995
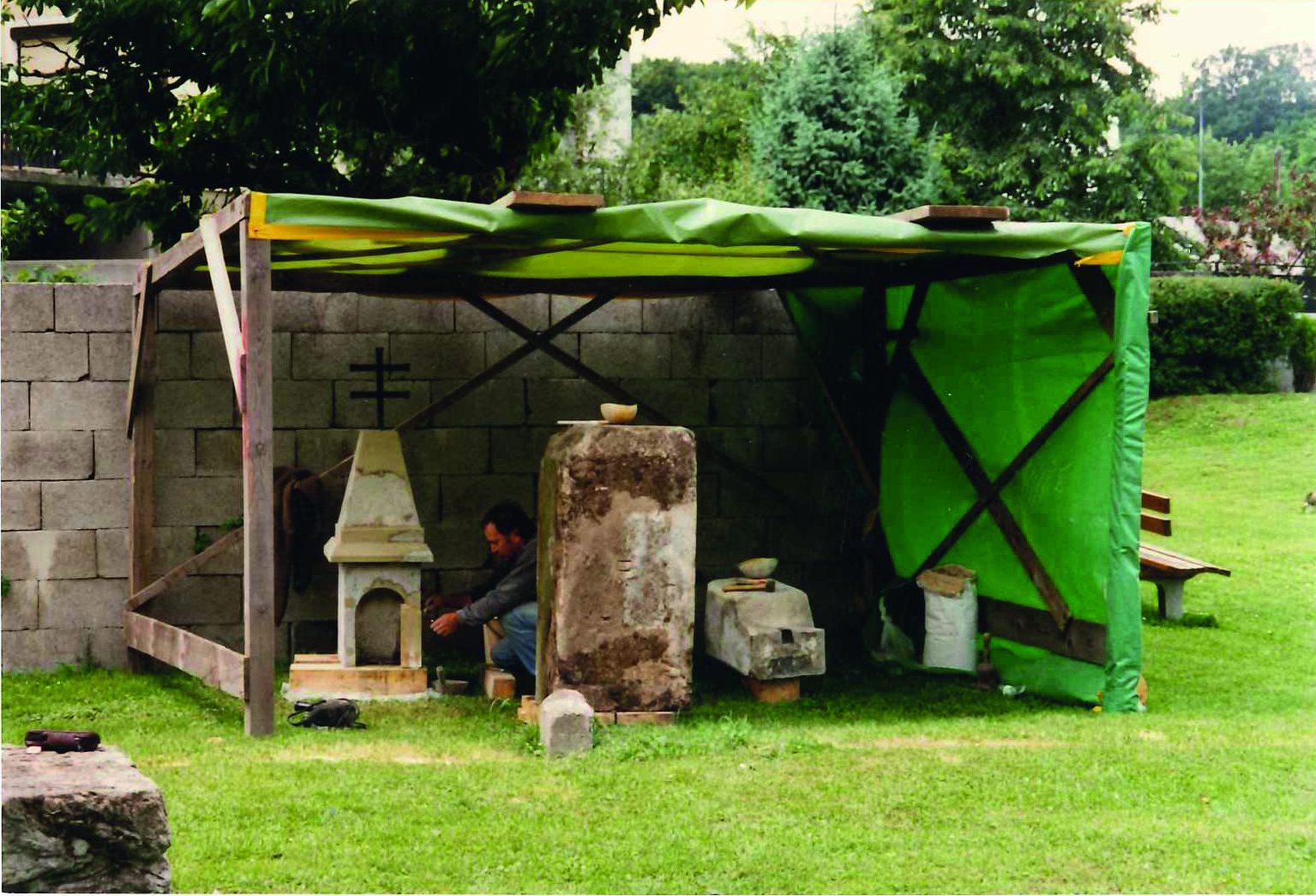
1996 Renovation Bäckerkreuz

### Restaurator in Kaisersteinbruch
Im Mai 1991 begann die Renovierung der Kaisersteinbrucher Kirche, insbesondere der Turmfassade. Zwei barocke Architekturvasen waren – wie so vieles andere auch – durch im Zweiten Weltkrieg zerstört worden. Nach alten Aufnahmen gestaltete Gyurcsek aus Steinguss die beiden neuen Vasen.
Die Wiederherstellung des schwer beschädigten „Kuruzzenkreuzes“, eigentlich ein Pestkreuz von 1646, war 1993 das Thema für den Restaurator Ferenc Gyurcsek. Den Transport vom Blauen Bruch auf dem Truppenübungsplatz Bruckneudorf-Kaisersteinbruch in die Waldgasse von Kaisersteinbruch organisierte Steinmetzmeister Friedrich Opferkuh noch bis in seine letzten Tage. Der Landeskonservator des Burgenlandes Franz Bunzl würdigte die vorbildliche Restaurierung.
Das Bundesdenkmalamt Burgenland, die Kulturabteilung der Burgenländischen Landesregierung, die Großgemeinde Bruckneudorf-Kaisersteinbruch, der Landeshauptmann Karl Stix und der Museumsverein als Organisator finanzierten das Großprojekt: die Instandsetzung des in der Verantwortlichkeit der Gemeinde befindlichen barocken Friedhofsportales. Zwei seitliche Statuen aus weichem Sandstein drohten zu zerfallen, eine sehr alte Marienstatue aus Kaiserstein, aus den Anfangszeiten des Kaisersteinbrucher Handwerkes, war noch gut erhalten. Ferenc Gyurcsek führte sämtliche Arbeiten (1994/1995) aus.

### Europa-Symposium Kaisersteinbruch
Der Museums- und Kulturverein beauftragte Gyurcsek auch beim Europabrunnen mitzuarbeiten. Er soll die Brunnenfigur zum Thema: „Zeus entführt Europa“ gestalten. Im Juli 1998 legte er fünf Entwürfe vor, die Entscheidung fiel einstimmig aus. In einem Monat vollendete der Künstler die Arbeit aus zartdurchädertem griechischem Marmor.

### Ehrensäule für Elias Hügel in seiner Heimatstadt Gemünden am Main
Eine Ehrensäule von Hof-Steinmetzmeister Elias Hügel mit 4,5 m Höhe wurde für Gemünden am Main – nach vorhandener Zeichnung – in der Steinmetzhütte von Meister Sandor Antal in Budapest aus einem einzigen Sóskúter Steinblock (ein vielverwendeter ungarischer weiß-gelblicher Sandstein) gemeisselt. Die Bildhauerarbeiten übernahm Ferenc Gyurcsek.

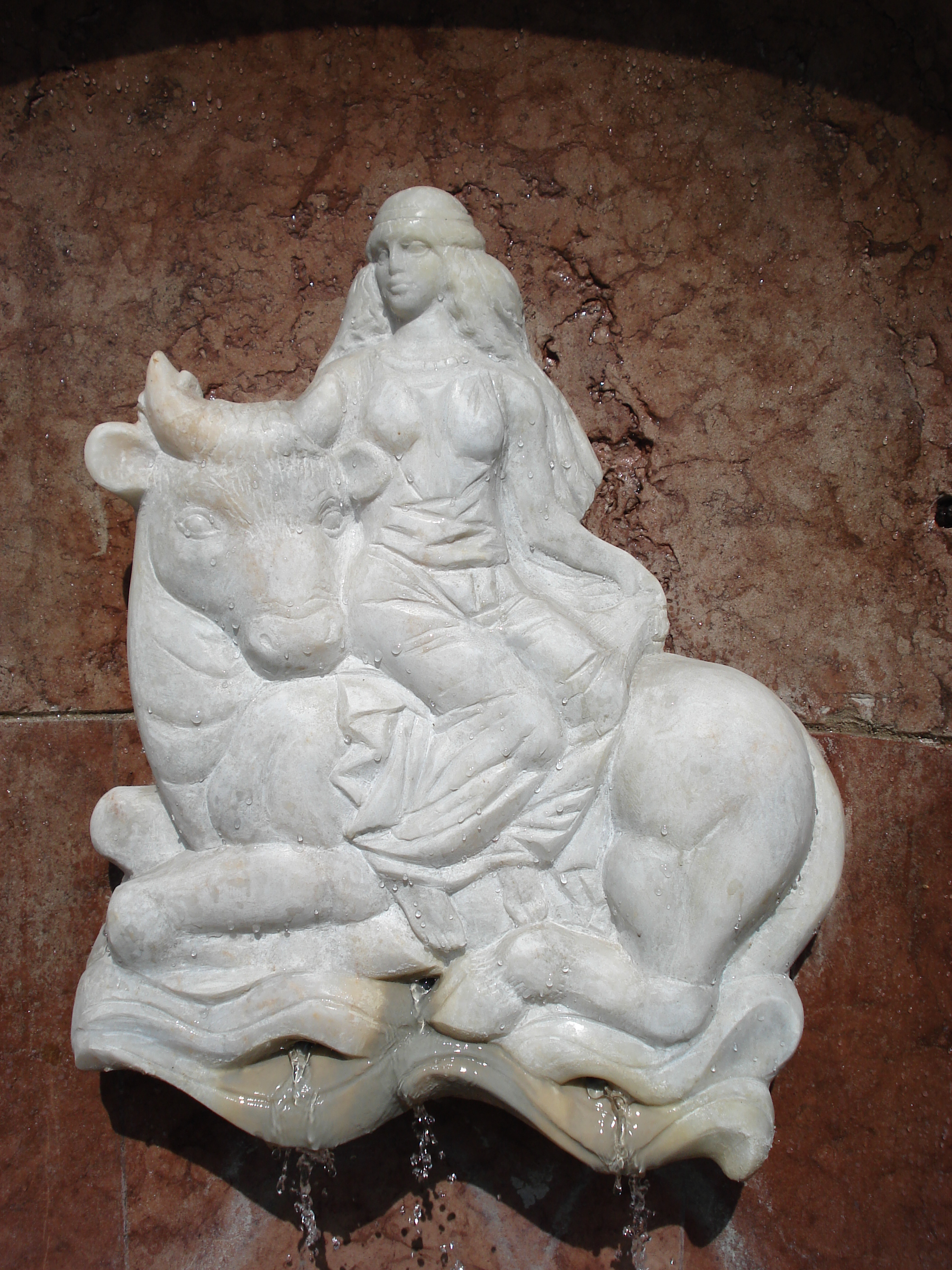
Brunnenplastik „Zeus entführt Europa
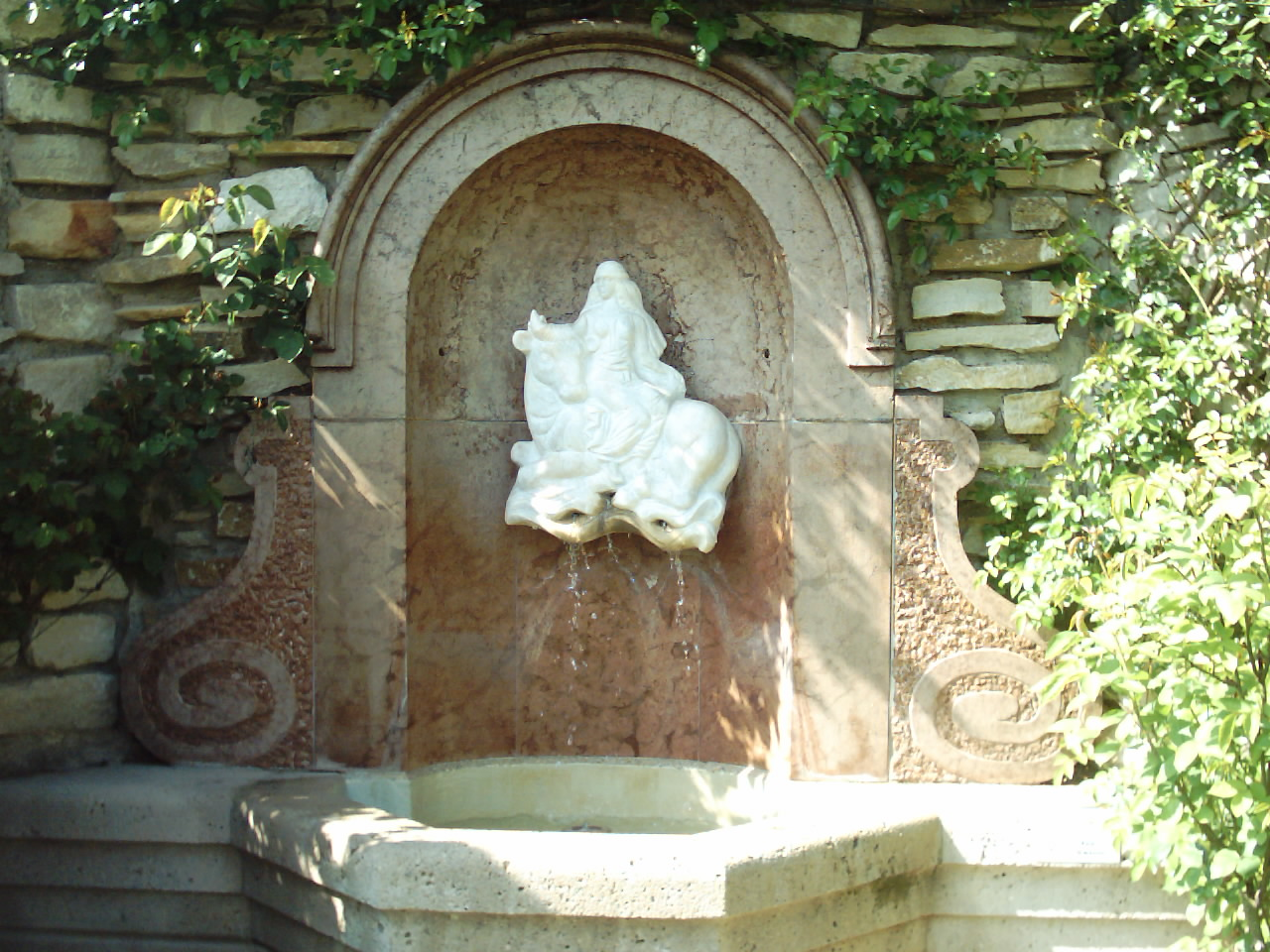
Nischenbrunnen aus Ungarisch Marmor mit der „Europa“
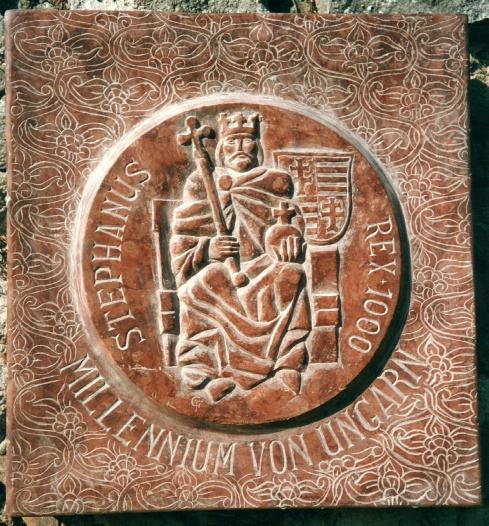
Länderplatte Ungarn mit König Stephan
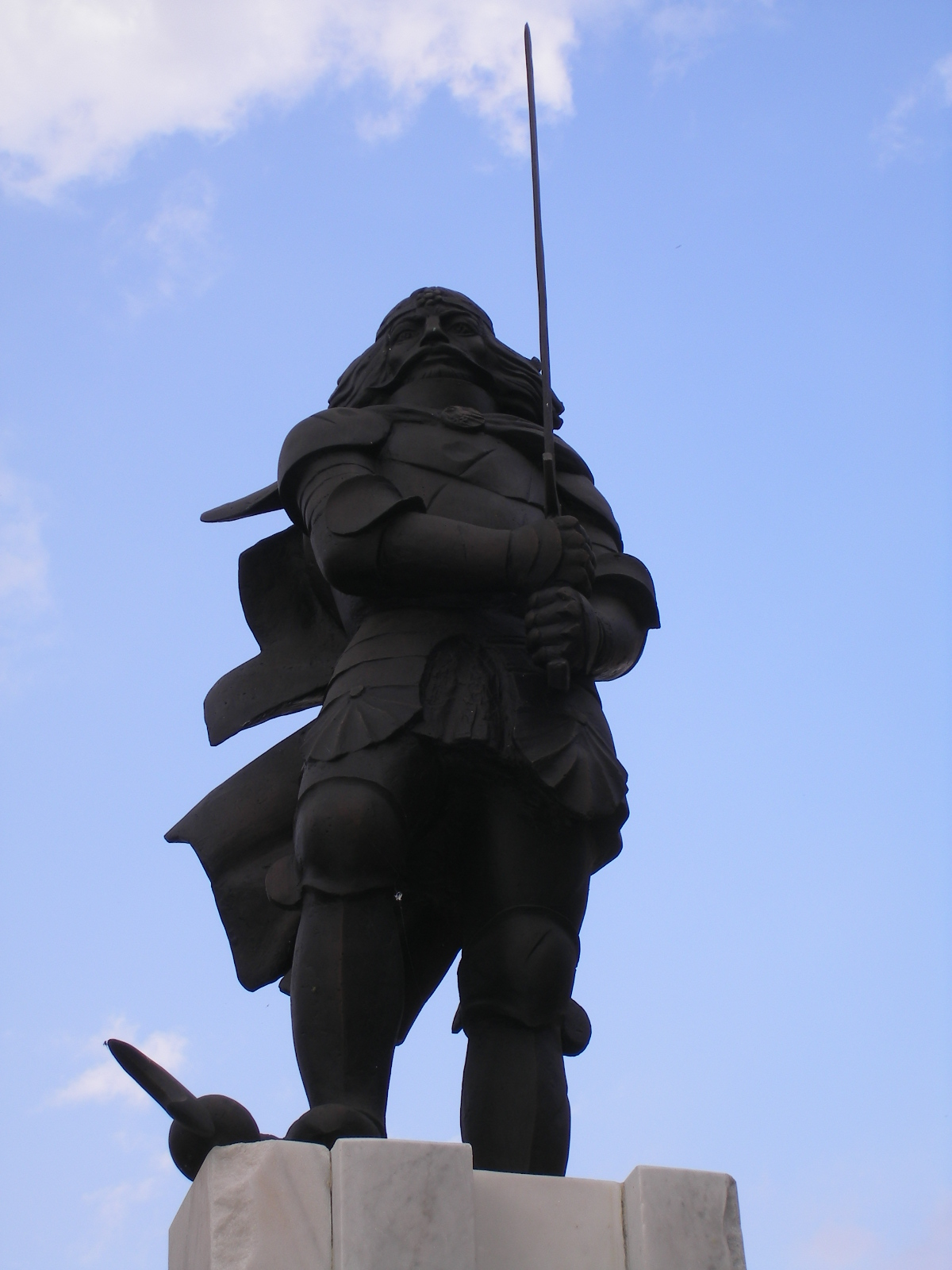
Hunyadi János
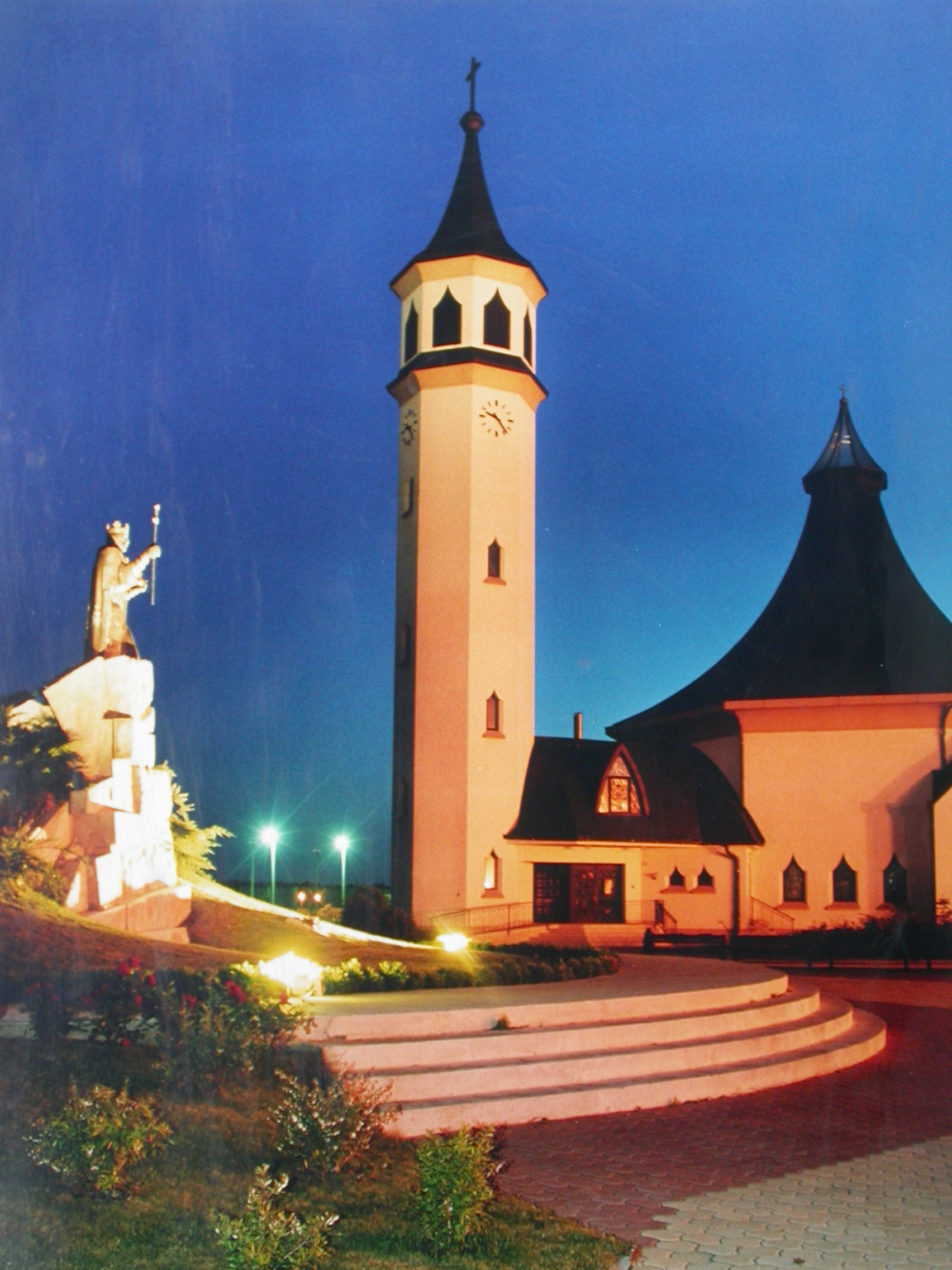
Platz mit Monument des Hl. Stephan
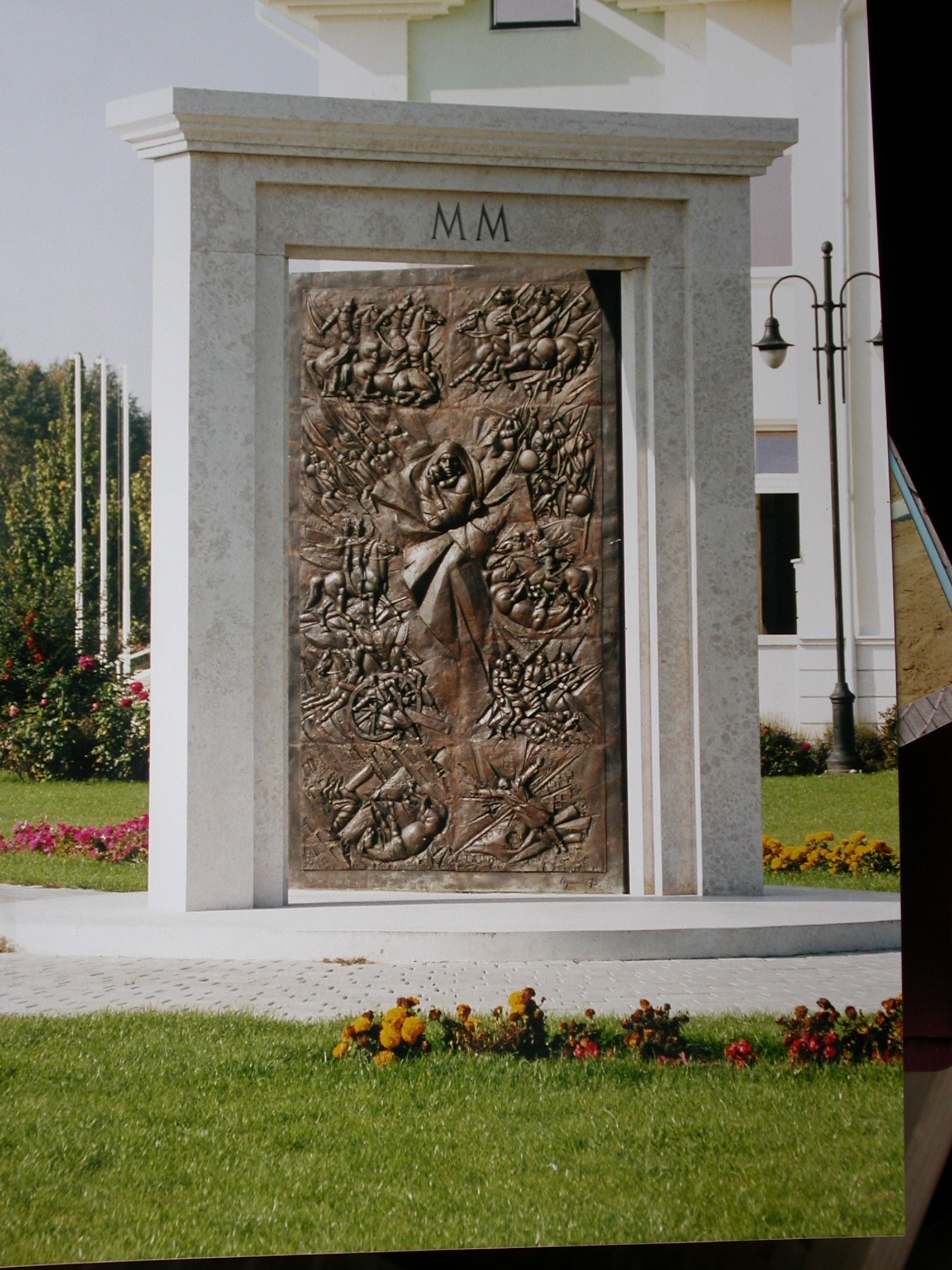
„Das Tor der Zeit“, Bronzeportal
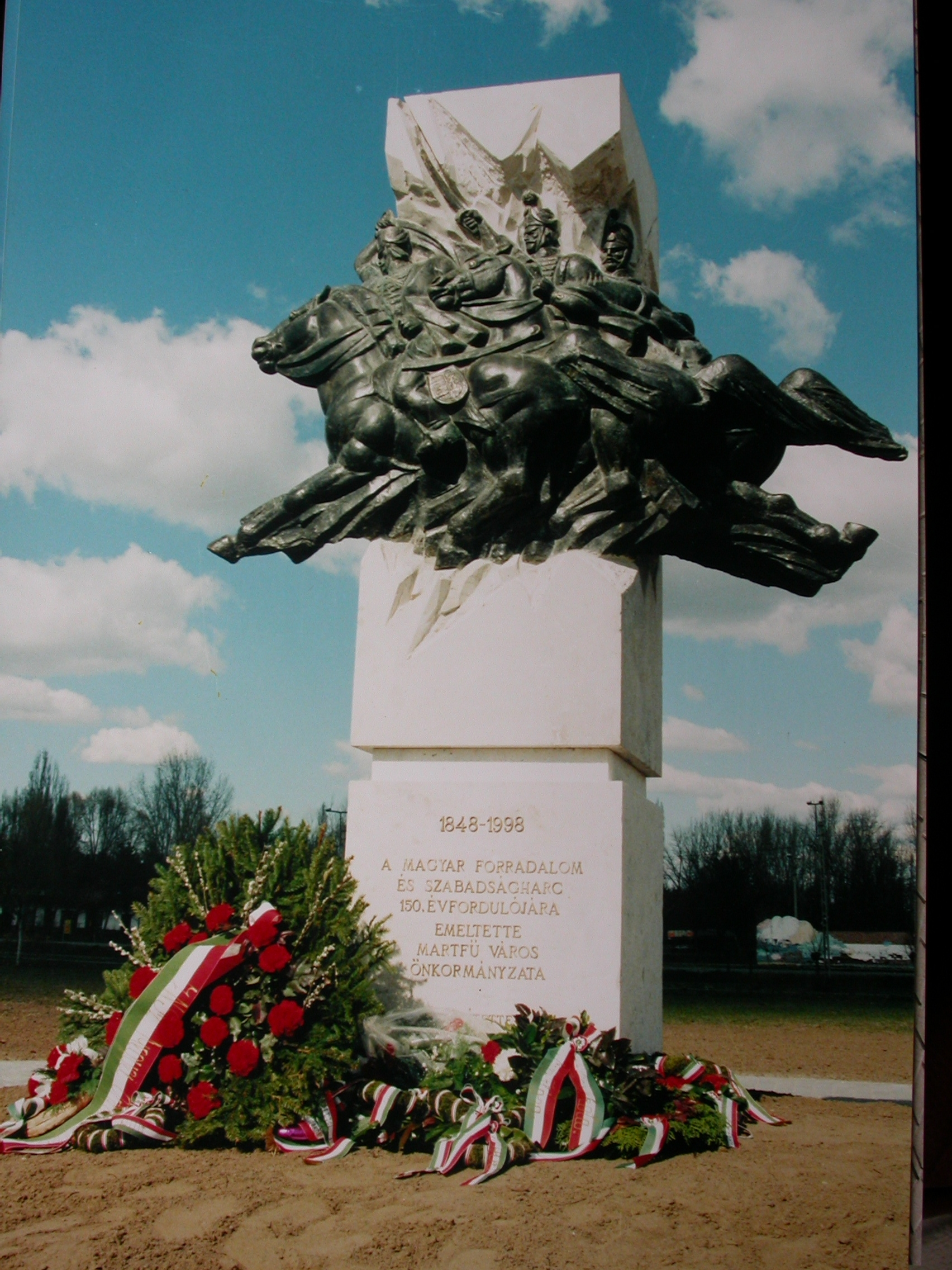
Denkmal der Revolution 1848

Die Main-Post schrieb am 20. Mai 1996: „Säule symbolisiert Gemeinsamkeit. […] Eine zehnköpfige Delegation aus dem österreichischen Burgenland war eigens angereist, um der Enthüllung der Elias Hügel-Säule beizuwohnen, Bürgermeister Franz Schmitzhofer, der Künstler Ferenc Gyurcsek.“

### Martfű
Ab 1998 fand Ferenc Gyurcsek in Martfű eine weitere künstlerische Heimat. Hier schuf er in den Jahren monumentale Kunstwerke.
Zitat Ferenc Gyurcsek: „… am liebsten arbeite ich mit Marmor, aber wenn es das Thema erfordert, benütze ich auch Bronze oder Beton gerne. Meine graphischen Arbeiten sind mit meiner Tätigkeit als Bildhauer unzertrennlich verbunden … Außerhalb von Ungarn stehen meine Statuen, Skulpturen in Berlin, Moskau, Paris, Stockholm, Prag, Sofia, Ravenna, Recklinghausen, Gabrowo und Jerewan.“
Er war mit Kinga Peres verheiratet, gemeinsame Tochter Flora.